# آدم سمول (كاتب)
آدم سمول (بالإنجليزية: Adam Small)‏ هو كاتب وشاعر جنوب أفريقي، ولد في 21 ديسمبر 1936 في ويلينغتون (جنوب أفريقيا) في جنوب أفريقيا، وتوفي في 25 يونيو 2016 في كيب تاون في جنوب أفريقيا.

## وصلات خارجية
- آدم سمول على موقع الموسوعة البريطانية (الإنجليزية)